# Шећерна вуна
Шећерна вуна (енгл. cotton candy) је слаткиш од шећера у виду шећерних нити намотаних на дрвени штапић. То је један од најомиљенијих вашарских слаткиша. Прави се у више боја, а најчешће је розе боје.

## Историја
Шећерна вуна је први пут направљена у Америци. Американци, стоматолог Вилијам Морисон и посластичар Џон Вортон из Нешвила су 1897. године конструисали и патентирали прву електричну машину за производњу шећерне вуне. Ова машина први пут је представљена широј јавности 1904. године на светској изложби у Сент Луису. Шећерна вуна је тада продавана под називом „вилин конац“ (енгл. fairy floss), а за шест месеци, колико је трајала изложба, продато је 68.655 комада. Савремени назив (енгл. cotton candy), дословно преведено „памучни слаткиш“, постао је популаран тек око 1920. године.

## Начин израде
Прави се тако што се у посебној машини у ротирајућој глави дода шећер који се загрева и топи на 150 °C. Истопљени шећер се под дејством центрифугалне силе избацује кроз низ рупица на ротирајућој глави при чему се стварају танке и мекане нити, налик на вуну. Те нити се одмах намотавају на дрвени штапић, јер се врло брзо охладе и очврсну. При изради шећерне вуне се често користи шећер обојен природним бојама, па се добија розе, плава, жута или нека друга боја. Шећерна вуна може имати и разне укусе: банана, малина, ванила, лубеница и чоколада. Данас се могу купити мали кућни апарати за израду шећерне вуне.

## Укуси
Изворни материјал за вуну је обично обојен и ароматизован. Када се преде, шећерна вуна је бела јер је направљена од шећера, али додавањем боје мења се боја. Првобитно је шећерна вуна била само бела. У САД, шећерна вуна је доступна у широком спектру укуса, али преовлађују две боје мешавине укуса — плава малина и ружичаста ванила. Шећерна вуна може испасти љубичаста када се помеша. Машине за шећерну вуну биле су ноторно непоуздане све до 1949. - од тада су производиле скоро све комерцијалне машине за шећерну вуну и велики део шећерне вуне у САД.

## Машине
1978. коришћена је прва аутоматизована машина за производњу шећерне вате. Од тада су се појавиле у неколико варијанти. Модерне машине за комерцијалну употребу могу да држе до 1,4 кг шећера, имају складиште за додатне укусе и имају чиније које се окрећу 3.450 обртаја у минути.

## Забране
У фебруару 2024. индијска држава Тамил Наду и синдикална територија Пудушери увели су забрану након што су лабораторијски тестови потврдили присуство супстанце која изазива рак, родамина-Б, у узорцима послатим на тестирање. Андра Прадеш је наводно почео да тестира узорке слаткиша док су званичници за безбедност хране у Делхију тражили забрану.
Студије су показале да ова хемикалија може повећати ризик од рака, а Европа и Калифорнија су учиниле њену употребу као боје за храну илегалном.

## Занимљивости
- Дан шећерне вуне је национални празник у САД и слави се 7. децембра.[5]